# Christi matri rosarii
Christi matri rosarii, über das Gebet zur Mutter Gottes im Oktobermonat und Aufruf zum Frieden sind die Anfangsworte der vierten Enzyklika Papst Pauls VI. vom 15. September 1966 über das Rosenkranzgebet als Mittel zum Frieden. Die Enzyklika ist die zweite und letzte aus der Reihe der fünf marianischen Lehrschreiben von Papst Paul VI. (es folgten drei apostolische Schreiben) und trägt den Untertitel Enzyklika des Papstes über das marianische Friedensgebet im Oktober.

## Krieg in Südostasien
In der Einleitung geht Paul VI. auf den im Südosten Asiens tobenden Krieg ein: Die Gefahr eines ernsten und umfangreichen Notstands hänge über der menschlichen Familie und habe sich, besonders in Teilen von Ostasien erhöht, wo ein blutiger und hart gekämpfter Krieg rase.

## Der Rosenkranz als Friedensgebet
In einer Stunde der Bedrängnis und Unsicherheit wurde die Enzyklika Christi matri rosarii veröffentlicht, damit Bittgebete zur seligen Jungfrau des Rosenkranzes verrichtet würden, um von Gott das höchste Gut des Friedens zu erflehen. Im folgenden Oktober sollte daher der Rosenkranz als Friedensrosenkranz gebetet werden, hierdurch sollte die Hilfe der Mutter Gottes erfleht werden.
Der Papst forderte für den 4. Oktober 1966 zum besonderen Gebet für den Frieden auf, genau ein Jahr nach seinem Besuch bei den Vereinten Nationen. Im Jahr 1967 führte Papst Paul VI. dann den 1. Januar jedes Jahres als Weltfriedenstag ein (erstmals 1968 begangen). Der 1. Januar ist seit der Liturgiereform des Zweiten Vatikanischen Konzils zugleich das Hochfest der Gottesmutter Maria.

## Weitere päpstliche Schreiben und Enzykliken
Dieser Enzyklika ließ Paul VI. drei päpstliche Schreiben folgen:
1. Signum magnum, 13. Mai 1967 (Apostolisches Schreiben über die Mutter der Kirche und Fatima)
2. Recurrens mensis october, 7. Oktober 1969 (über den Rosenkranz)
3. Marialis cultus, 2. Februar 1974 (zur zeitgemäßen Marienverehrung)

Die nächste bedeutende marianische Enzyklika stammt von Papst Johannes Paul II. und heißt „Redemptoris mater“ über die selige Jungfrau Maria im Leben der pilgernden Kirche,  sie wurde am 25. März 1987 veröffentlicht.